# Royal Northern & Clyde Yacht Club
Der Royal Northern & Clyde Yacht Club ist ein Yachtclub, der in Schottland im Jahr 1978 entstand als Zusammenschluss des Royal Northern Yacht Club (RNYC) (gegründet 1824) und des Royal Clyde Yacht Club (RCYC) (gegründet 1856). Mit dem Gründungsdatum 1824 gehört der Club zu den ältesten Segelclubs im Vereinigten Königreich und der Welt.

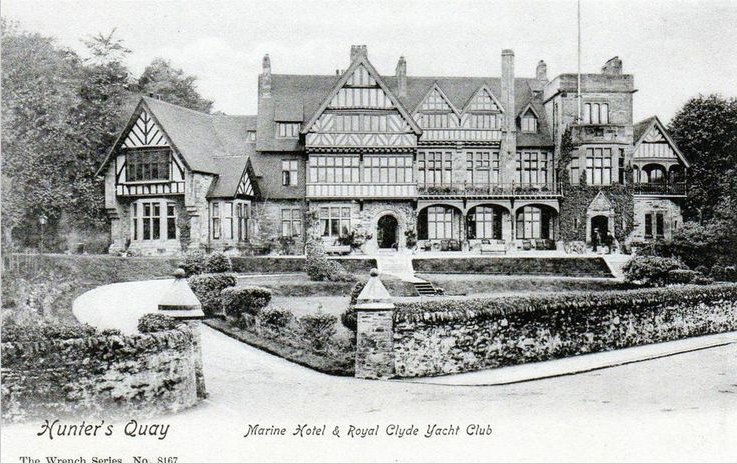
Clubhaus des Royal Clyde Yacht Club am Hunter Quay, 1908

## Geschichte
Der Royal Northern Yacht Club hatte ursprünglich seine Clubanlagen in Rothesay auf der Isle of Bute. 1937 zog der Club in das heutige Clubhaus in Rhu am östlichen Ufer des Meeresarmes Gare Loch kurz nach dessen Abzweigung aus dem Firth of Clyde. Der Royal Clyde Yacht Club räumte sein Quartier bei Hunters Quay in den 1950ern und zog auch nach Rhu um, bevor die beiden Clubs sich 1978 zum Royal Northern & Clyde Yacht Club vereinigten.

### Royal Northern Yacht Club
Der Royal Northern Yacht Club erhielt 1830 als einer der ersten britischen Yachtclubs das Privileg der Royal Charter, was auch bedeutete, die Krone im Stander zeigen zu dürfen.
Der RNYC wurde gegründet, um den Segelsport zu organisieren und zu fördern. Seit 1925 segelten die Mitglieder in einer schottischen und irischen Club-Abteilung gegeneinander auf dem Firth of Clyde. Die irische Division wurde 1938 aufgelöst.
Bis 1865 konnte man nur Club-Mitglied werden, wenn man eine Yacht mit einer Größe von mindestens 8 Tonnen besaß. Nach längeren Planungen konnte 1878 das Clubhaus in Rothesay bezogen werden, das auch zum Ausgangspunkt für die Regatten wurde.
1937 zog der RNYC um in das gegenwärtige Clubhaus in Rhu und verschmolz zeitgleich mit dem Gareloch Yacht Club.
Viele der Mitglieder leben und arbeiten in Glasgow, Schottlands größter Stadt und pendeln zum Club, um Regatten am Mittwochabend und an den Wochenenden zu segeln.

### Royal Clyde Yacht Club

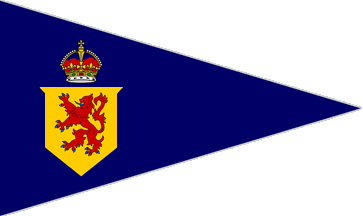
Stander Royal Clyde Yacht Club, 1856

Der Clyde Model Yacht Club wurde am 1. Januar 1856 gegründet und erhielt seine königlichen Privilegien durch die Royal Charter im Jahr 1863. Man änderte den Namen in Royal Clyde Yacht Club (RCYC) und 1872 wurde ein großes Clubhaus bei Hunter’s Quay eingeweiht. Die Mitglieder des Vereins besaßen Yachten, die kleiner als 8 Tonnen waren.
Die beiden Vereine RNYC und RCYC dominierten die schottische Yachtscene vom späten 19. Jahrhundert bis in die frühen Jahre des 20. Jahrhunderts mit einer Vielzahl von großen Regatten von Mai bis September in jedem Jahr. Ihre Mitgliederzahl stieg mit der wirtschaftlichen Entwicklung der Clyde Region, sie rekrutierte sich aus den vorherrschenden Industriezweigen insbesondere dem Schiffbau und der Garnherstellung. Viele waren Mitglieder in beiden Clubs.

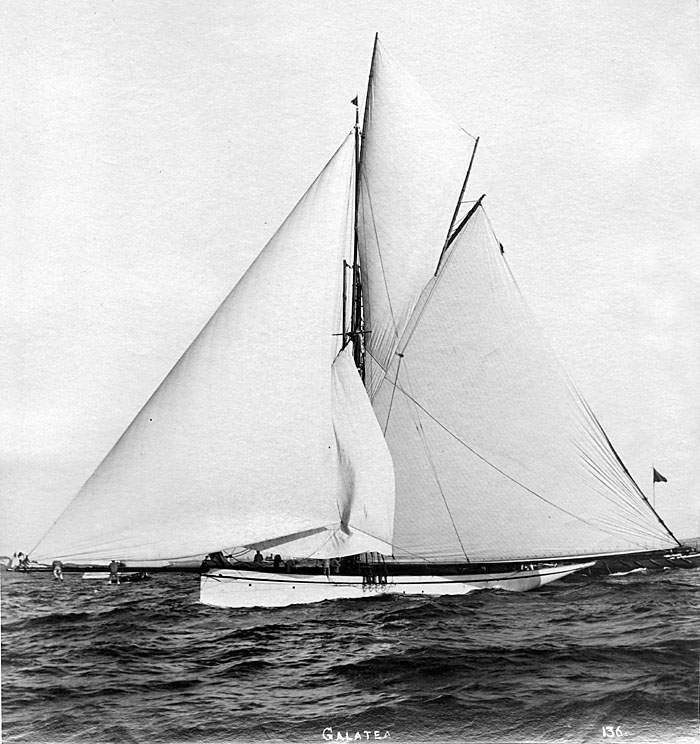
Galatea (Entwurf: John Beavor-Webb)

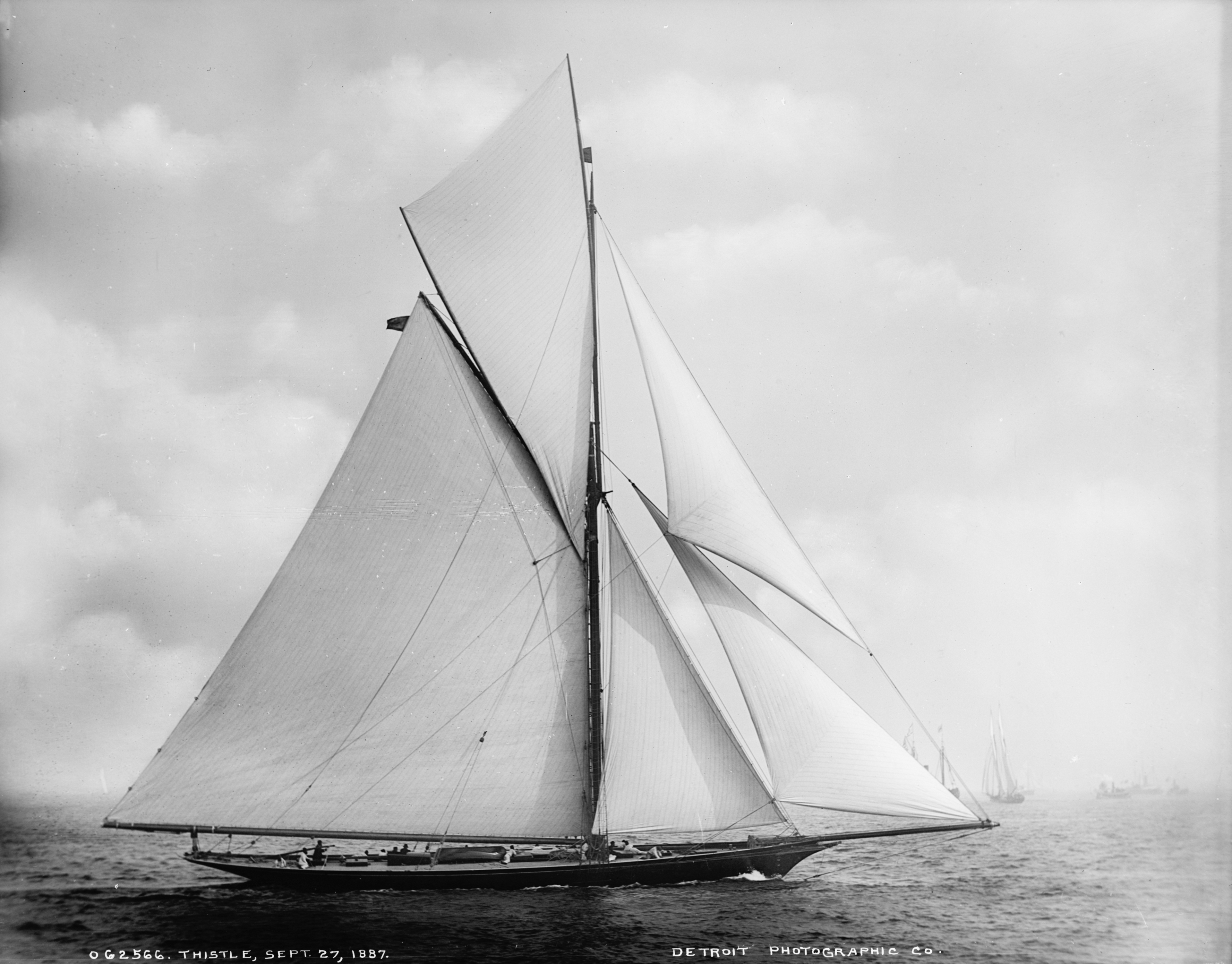
Thistle (gebaut 1887 auf der Werft David & William Henderson, Glasgow)

Im Jahr 1886 trat die Yacht Galatea vom Royal Northern Yacht Club als Herausforderin (englisch challenger) beim 6. America’s Cup an und im folgenden Jahr 1887 war es die Thistle, entworfen von dem schottischen Yachtkonstrukteur George Lennox Watson beim 7. America’s Cup vom Royal Clyde Yacht Club. Auftraggeber zum Bau der Thistle war ein Syndikat, das aus den Anteilseignern William Clark, John Clark, Andrew Coates, William Coates, James Coates, George Coates, J. Hilliard Bell, und William Bell unter Führung von James Bell, allesamt Mitglieder des Royal Clyde Yacht Club, bestand. Beide Yachten unterlagen dem jeweiligen amerikanischen Verteidiger jeweils 2:0. Die Thistle wurde später an Kaiser Wilhelm II verkauft und umbenannt in Meteor. Als Meteor segelte sie gegen die Yacht Britannia des späteren britischen Königs Edward II. auf während der Cowes Week in den Jahren von 1892 bis 1895. Die Reputation des RCYC wuchs und so fanden auch größere Yachten als 8 Tonnen den Weg in den Club.

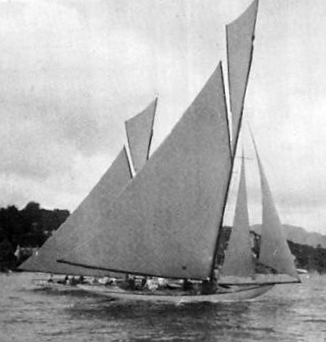
Hera und Mouchette während der olympischen Regatta 1908

Die Yacht Hera des Eigners Sir Thomas Glen-Coats aus dem Royal Clyde Yacht Club gewann 1908 die Goldmedaille bei den Olympischen Sommerspielen im Segeln in der 12-Meter-Klasse. Die gesamte schottische Mannschaft mit John Mackenzie, John Aspin, James Bunten, David Dunlop, die Brüder Arthur Downes und John Downes sowie John Buchanan, Albert Martin und Gerald Tait bestand aus Mitgliedern des RCYC. Die olympischen Wettfahrten der großen Yachten der 12-Meter-Klasse (nur zwei Boote aus Großbritannien nahmen teil) fanden auf dem schottischen Heimatrevier des RCYC, dem Firth of Clyde statt. Hera gewann die ersten beiden Rennen gegen die Mouchette von Charles MacIver und man verzichtete auf ein drittes Rennen. Diese Regatta war die bislang einzige olympische Veranstaltung in Schottland.
Sehr viel später 2012 gewann das Clubmitglied Luke Patience die Silbermedaille in der 470-Klasse in bei den Olympischen Spielen in London mit dem Austragungsort auf dem Segelrevier Weymouth and Portland.
Zwischen 1922 und 1939 verzeichnete der RNYC insgesamt sieben Siege in dem British-American Cup mit den Yachten Coila III, Caryl, Saskia und Circe.
Im Royal Northern & Clyde Yacht Club gibt e seine sehr aktive Regattagemeinschaft, die die original Gareloch-One-Design Yachten die schon 1924 von McGruer entworfen und gebaut wurden in wöchentlich stattfindenden Wettfahrten segeln. Es gibt auch es eine Flotte von Sonars, ein 7-m-(23-Fuß)-One-Design-Kielboot für drei bis fünf Personen, die in Eignergemeinschaft Club-Mitglied gesegelt wird. Der Sonar ist eine paralympische Klasse seit dem Jahr 2000 und wird im RNCYC für Fleet Race, Match Race und Team Race genutzt.